# Юзефово (гміна Ізбиця-Куявська)
Юзефово (пол. Józefowo) — село в Польщі, у гміні Ізбиця-Куявська Влоцлавського повіту Куявсько-Поморського воєводства.
Населення — 273 особи (2011).
У 1975-1998 роках село належало до Влоцлавського воєводства.

## Демографія
Демографічна структура станом на 31 березня 2011 року:
|          | Загалом | Допрацездатний вік | Працездатний вік | Постпрацездатний вік |
| -------- | ------- | ------------------ | ---------------- | -------------------- |
| Чоловіки | 130     | 32                 | 93               | 5                    |
| Жінки    | 143     | 40                 | 81               | 22                   |
| Разом    | 273     | 72                 | 174              | 27                   |